# Пантелімон
Пантелімон (рум. Pantelimon) — місто у повіті Ілфов в Румунії.
Місто розташоване на відстані 10 км на схід від Бухареста, 142 км на південь від Брашова.

## Населення
За даними перепису населення 2002 року у місті проживали 16 019 осіб.
Національний склад населення міста:
| Національність            | Кількість осіб | Відсоток |
| ------------------------- | -------------- | -------- |
| румуни                    | 15067          | 94,1%    |
| цигани                    | 896            | 5,6%     |
| угорці                    | 29             | 0,2%     |
| італійці                  | 7              | < 0,1%   |
| українці                  | 4              | < 0,1%   |
| німці                     | 3              | < 0,1%   |
| росіяни-липовани          | 2              | < 0,1%   |
| турки                     | 2              | < 0,1%   |
| татари                    | 2              | < 0,1%   |
| серби                     | 1              | < 0,1%   |
| болгари                   | 1              | < 0,1%   |
| не вказали національність | 1              | < 0,1%   |

Рідною мовою назвали:
| Мова                  | Кількість осіб | Відсоток |
| --------------------- | -------------- | -------- |
| румунська             | 15795          | 98,6%    |
| циганська             | 189            | 1,2%     |
| угорська              | 15             | 0,1%     |
| італійська            | 7              | < 0,1%   |
| німецька              | 5              | < 0,1%   |
| татарська             | 2              | < 0,1%   |
| російська             | 1              | < 0,1%   |
| турецька              | 1              | < 0,1%   |
| болгарська            | 1              | < 0,1%   |
| не вказали рідну мову | 1              | < 0,1%   |

Склад населення міста за віросповіданням:
| Релігія            | Кількість осіб | Відсоток |
| ------------------ | -------------- | -------- |
| православні        | 15852          | 99,0%    |
| п'ятдесятники      | 47             | 0,3%     |
| римо-католики      | 29             | 0,2%     |
| реформати          | 17             | 0,1%     |
| адвентисти         | 11             | 0,1%     |
| мусульмани         | 11             | 0,1%     |
| бретрени           | 11             | 0,1%     |
| баптисти           | 10             | 0,1%     |
| греко-католики     | 8              | < 0,1%   |
| старообрядці       | 7              | < 0,1%   |
| лютерани           | 2              | < 0,1%   |
| не релігійні       | 1              | < 0,1%   |
| атеїсти            | 1              | < 0,1%   |
| не вказали релігію | 2              | < 0,1%   |

## Зовнішні посилання
- Дані про місто Пантелімон на сайті Ghidul Primăriilor